# Mouzay (Meuse)
Pour les articles homonymes, voir Mouzay.
Mouzay est une commune française située dans le département de la Meuse, en région Grand Est.

## Géographie

### Localisation
Mouzay est un village français situé dans le département de la Meuse (55), à 4 km au sud-est de Stenay, le chef-lieu de canton, et dans la plaine de Woëvre.
Le territoire de la commune est limitrophe de dix autres communes. Certaines communes ne sont limitrophes avec Mouzay que sur quelques centaines de mètres au sein de la forêt de Woëvre ou de la vallée de la Meuse :
| Stenay (accès par la D964)                                                                                      | | Baâlon (accès par la D17)                                                               |
| | Mouzay | Juvigny-sur-Loison (accès par la D17, puis la D69 et la D142)                           |
| Saulmory-Villefranche (accès par la D964 et la D30) Mont-devant-Sassey (accès par la D964, la D30 puis la D30D) | Lion-devant-Dun (accès par la D195 et la D102C), Milly-sur-Bradon (accès par la D964 et la D102), Sassey-sur-Meuse (accès par la D964 et la D30) | Louppy-sur-Loison (accès par la D17, et la D69), Murvaux (accès par la D195 et la D102) |

### Hameaux
- Charmois

Le hameau de Charmois se situe environ à 1,5 km de Mouzay sur la D 195 ; on y distingue deux fortifications, dont un château et une ferme fortifiée, toutes deux résidences privées.
Il y existe un cours d'eau, le Charme, qui traverse de part en part le hameau.
Le château a longtemps été la propriété du comte d'Herbemont, parent de l'inventrice de la canne blanche : Guilly d'Herbemont.

### Hydrographie
La commune est dans le bassin versant de la Meuse au sein du bassin Rhin-Meuse. Elle est drainée par la Meuse, le canal de l'Est Branche-Nord, le ruisseau de Charmois, le ruisseau du Lage, le ruisseau de la Daridelle, le ruisseau le Laison, le ruisseau de la Fontaine et le ruisseau le Petit Mohat,.
La Meuse, d'une longueur de 486 km, est un fleuve européen qui prend sa source en France, dans la commune du Châtelet-sur-Meuse, à 409 mètres d'altitude, et se jette dans la mer du Nord après un cours long d'approximativement 950 kilomètres traversant la France, la Belgique et les Pays-Bas. Les caractéristiques hydrologiques de la Meuse sont données par la station hydrologique située sur la commune de Stenay. Le débit moyen mensuel est de 48,9 m3/s. Le débit moyen journalier maximum est de 584 m3/s, atteint lors de la crue du 13 avril 1983. Le débit instantané maximal est quant à lui de 604 m3/s, atteint le même jour.
Le canal de l'Est Branche-Nord, d'une longueur de 141 km, est un chenal et un cours d'eau naturel navigable qui relie Givet à Troussey, où il rejoint le canal de la Marne au Rhin. 

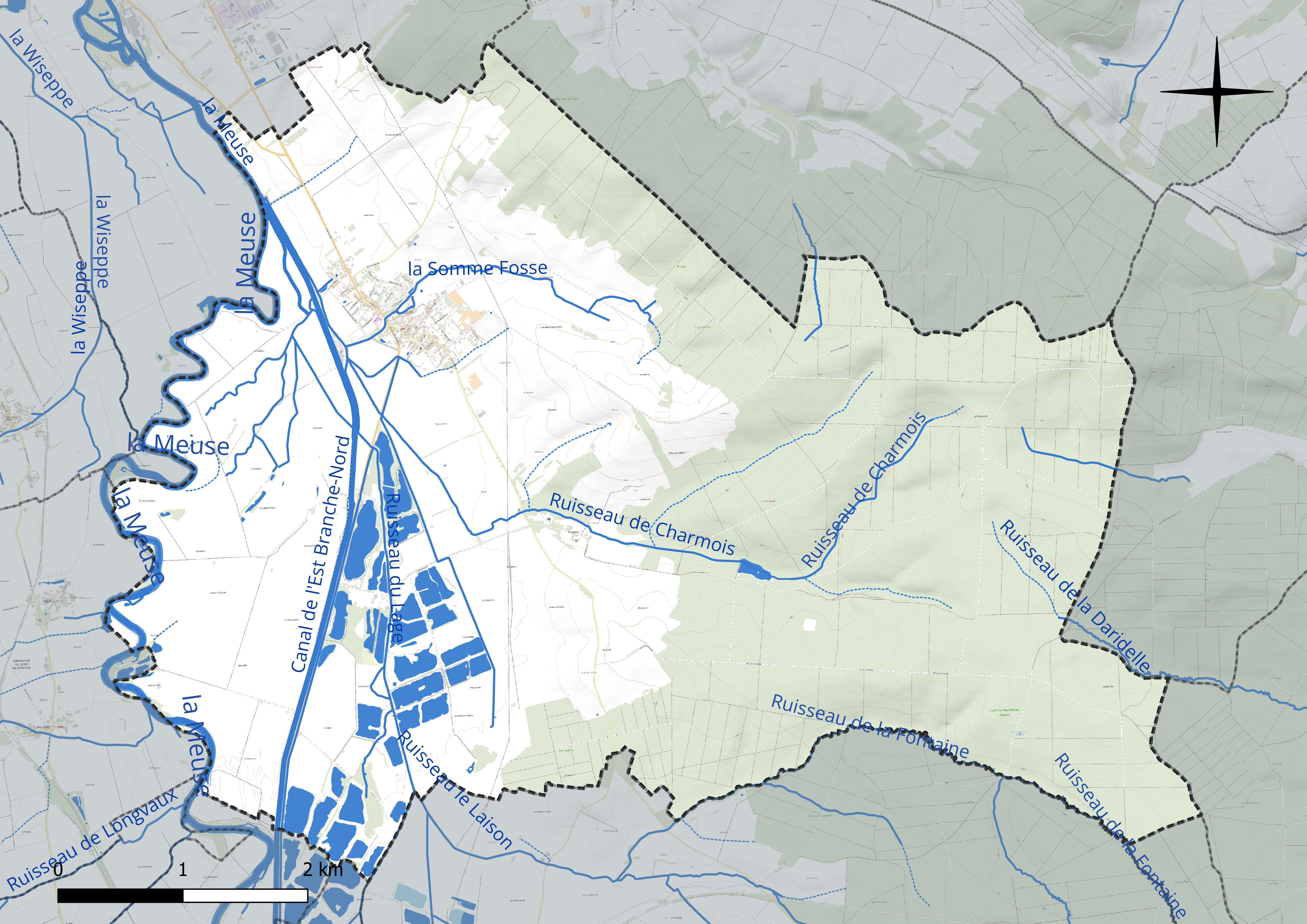
Réseau hydrographique de Mouzay.

### Climat
Pour des articles plus généraux, voir Climat du Grand Est et Climat de la Meuse.
En 2010, le climat de la commune est de type climat des marges montargnardes, selon une étude du Centre national de la recherche scientifique s'appuyant sur une série de données couvrant la période 1971-2000. En 2020, Météo-France publie une typologie des climats de la France métropolitaine dans laquelle la commune est exposée à un climat océanique altéré et est dans la région climatique  Lorraine, plateau de Langres, Morvan, caractérisée par un hiver rude (1,5 °C), des vents modérés et des brouillards fréquents en automne et hiver.
Pour la période 1971-2000, la température annuelle moyenne est de 9,5 °C, avec une amplitude thermique annuelle de 15,6 °C. Le cumul annuel moyen de précipitations est de 896 mm, avec 13,6 jours de précipitations en janvier et 9,7 jours en juillet. Pour la période 1991-2020, la température moyenne annuelle observée sur la station météorologique installée sur la commune est de 10,6 °C et le cumul annuel moyen de précipitations est de 789,5 mm. 
La température maximale relevée sur cette station est de 40,4 °C, atteinte le 24 juillet 2019 ; la température minimale est de −15,3 °C, atteinte le 20 décembre 2009,,.
| Mois                                  | jan.           | fév.           | mars           | avril         | mai           | juin          | jui.          | août          | sep.          | oct.          | nov.          | déc.           | année      |
| ------------------------------------- | -------------- | -------------- | -------------- | ------------- | ------------- | ------------- | ------------- | ------------- | ------------- | ------------- | ------------- | -------------- | ---------- |
| Température minimale moyenne (°C)     | 0,4            | 0,3            | 1,7            | 3,8           | 7,3           | 10,8          | 12,5          | 12,2          | 8,5           | 6,5           | 3,8           | 1,2            | 5,8        |
| Température moyenne (°C)              | 3              | 3,7            | 6,6            | 10,2          | 13,5          | 17            | 18,9          | 18,4          | 14,7          | 11            | 6,8           | 3,9            | 10,6       |
| Température maximale moyenne (°C)     | 5,6            | 7,1            | 11,6           | 16,5          | 19,7          | 23,2          | 25,3          | 24,7          | 20,9          | 15,5          | 9,8           | 6,5            | 15,5       |
| Record de froid (°C) date du record   | −13,9 07.01.09 | −14,4 12.02.12 | −11,3 15.03.13 | −5,8 20.04.17 | −2,7 03.05.21 | 1 05.06.09    | 2,5 31.07.15  | 2,8 31.08.11  | −1 30.09.18   | −6 15.10.09   | −8,9 30.11.16 | −15,3 20.12.09 | −15,3 2009 |
| Record de chaleur (°C) date du record | 15,5 01.01.23  | 21,7 27.02.19  | 25,4 31.03.21  | 28,7 20.04.18 | 32,9 28.05.17 | 35,4 27.06.11 | 40,4 24.07.19 | 37,1 08.08.20 | 35,1 15.09.20 | 27,2 13.10.18 | 21 02.11.20   | 17 17.12.15    | 40,4 2019  |
| Précipitations (mm)                   | 76,1           | 60,4           | 52,1           | 46,4          | 68,3          | 77,5          | 51,7          | 68,3          | 53,7          | 66,8          | 70,4          | 97,8           | 789,5      |

| Diagramme climatique                                  |            |             |             |             |              |              |              |             |             |            |            |
| J                                                     | F          | M           | A           | M           | J            | J            | A            | S           | O           | N          | D          |
| 5,60,476,1                                            | 7,10,360,4 | 11,61,752,1 | 16,53,846,4 | 19,77,368,3 | 23,210,877,5 | 25,312,551,7 | 24,712,268,3 | 20,98,553,7 | 15,56,566,8 | 9,83,870,4 | 6,51,297,8 |
| Moyennes : • Temp. maxi et mini °C • Précipitation mm |            |             |             |             |              |              |              |             |             |            |            |

Les paramètres climatiques de la commune ont été estimés pour le milieu du siècle (2041-2070) selon différents scénarios d'émission de gaz à effet de serre à partir des nouvelles projections climatiques de référence DRIAS-2020. Ils sont consultables sur un site dédié publié par Météo-France en novembre 2022.

## Urbanisme

### Typologie
Au 1er janvier 2024, Mouzay est catégorisée commune rurale à habitat dispersé, selon la nouvelle grille communale de densité à sept niveaux définie par l'Insee en 2022.
Elle est située hors unité urbaine et hors attraction des villes,.

### Occupation des sols
L'occupation des sols de la commune, telle qu'elle ressort de la base de données européenne d’occupation biophysique des sols Corine Land Cover (CLC), est marquée par l'importance des territoires agricoles (48 % en 2018), en diminution par rapport à 1990 (50,5 %). La répartition détaillée en 2018 est la suivante : 
forêts (44,5 %), prairies (35,4 %), terres arables (11,1 %), eaux continentales (5,9 %), zones urbanisées (1,5 %), zones agricoles hétérogènes (1,5 %), milieux à végétation arbustive et/ou herbacée (0,1 %). L'évolution de l’occupation des sols de la commune et de ses infrastructures peut être observée sur les différentes représentations cartographiques du territoire : la carte de Cassini (XVIIIe siècle), la carte d'état-major (1820-1866) et les cartes ou photos aériennes de l'IGN pour la période actuelle (1950 à aujourd'hui).

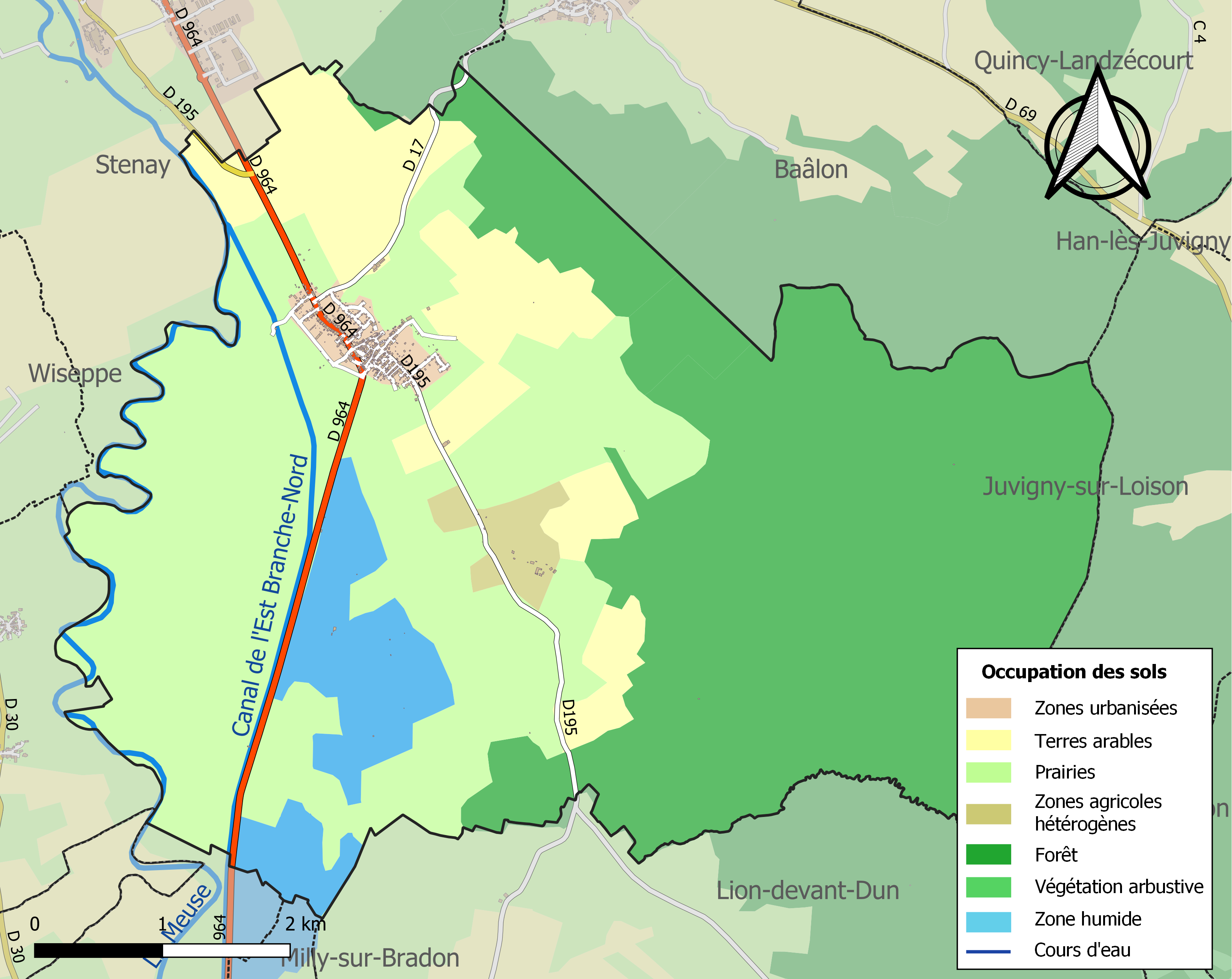
Carte des infrastructures et de l'occupation des sols de la commune en 2018 (CLC).

## Toponymie
Le nom de la localité est attesté sous les formes Mousense en 886 et Mosaoum en 1069.
D'autres mentions sont à signaler, :
- In fisco Sathanacense atque Mousense et Mousensis en 886,
- Muzacum en 1086,
- In fine Mousaïo au XIe siècle
- Mousayum en 1069,
- Mosacum en 1069, 1085, au XIIe siècle et 1580,
- Musacum major et minor, Musacum majus et minus ou Mosacum majus et minus dans des écrits de 1086,
- Villa Mosaci en 1090,
- Mosagum en 1101,
- Mosagium en 1107,
- In villis Sathanaco et Mosaco en 1108,
- Parrochia Mosacensis en 1157,
- Mousay en 1284, 1289, 1483, 1536 et 1571,
- Mouza en 1466, 1597, 1643, 1656 et 1700,
- Mousa en 1508, 1549, et 1745,
- Mosay en 1530,
- Mozay en 1564,
- Mouzaye en 1583,
- Mouzay en 1644, 1793, 1801 et 1872,
- Mosa ou Muza dans des écrits de 1745 et 1756.

Le nom du village sur la Meuse, a la même origine que le fleuve qui lui donné son nom : Mosa base hydronymique parfois rapprochée de *mad « mouiller, ruisseler ».

## Histoire

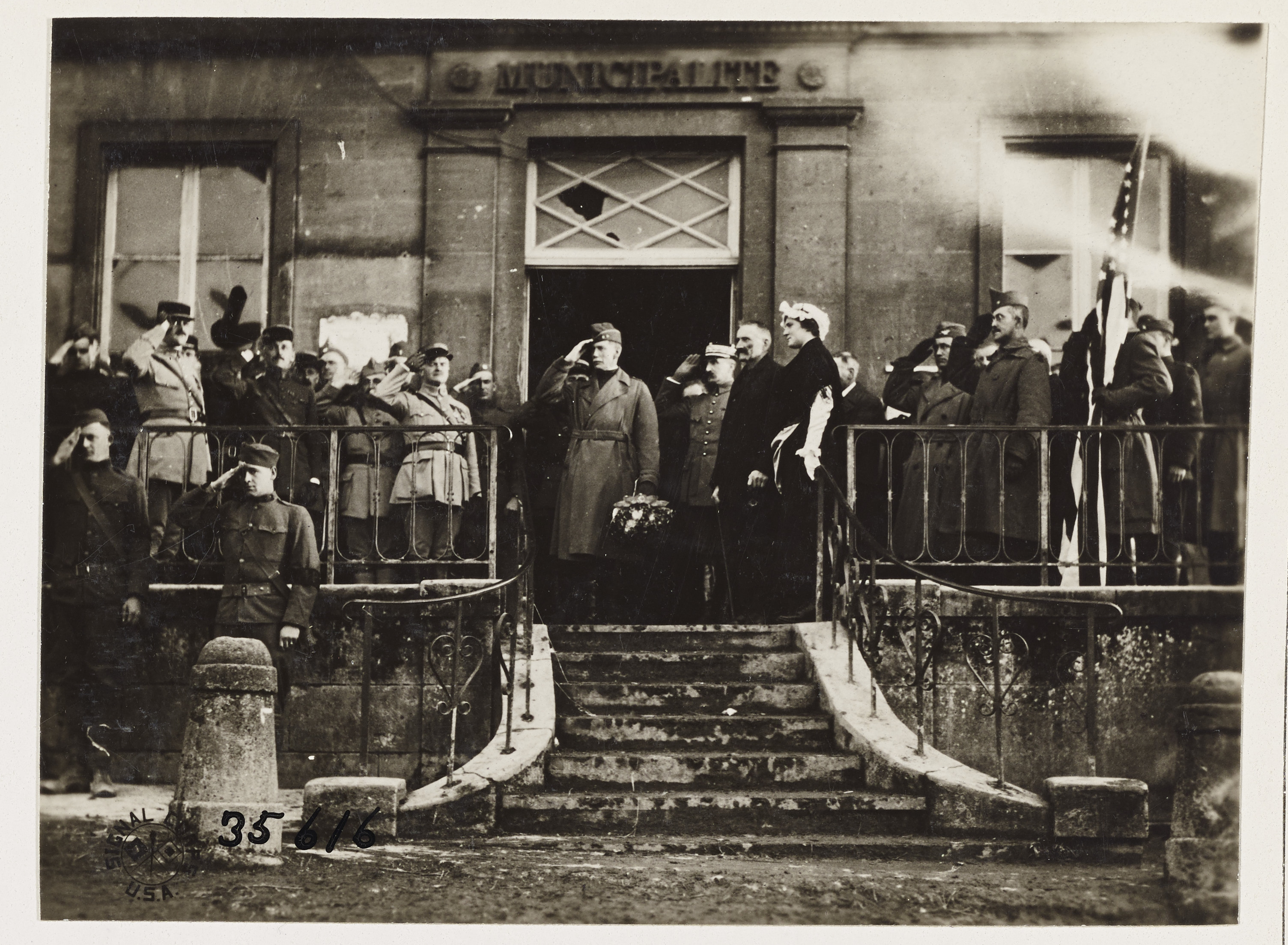
Le général américain Allen venant remercier le maire de Mouzay en 1918.

En 1654, pendant le siège de Stenay l'église Saint-Pierre-et-Saint-Paul sert de poudrière.
Le 20 octobre 1916, un défilé réunissant des délégations des troupes du VIIe Corps d'Armée allemand a eu lieu en présence du commandant en chef de la Ve Armée, le Prince héritier Guillaume de Prusse, entre le «Parc de Charmois» et la place du village. Le Prince héritier a procédé à des remises de distinctions et a rendu hommage aux réalisations de ces troupes aux batailles de la Somme et de Verdun.

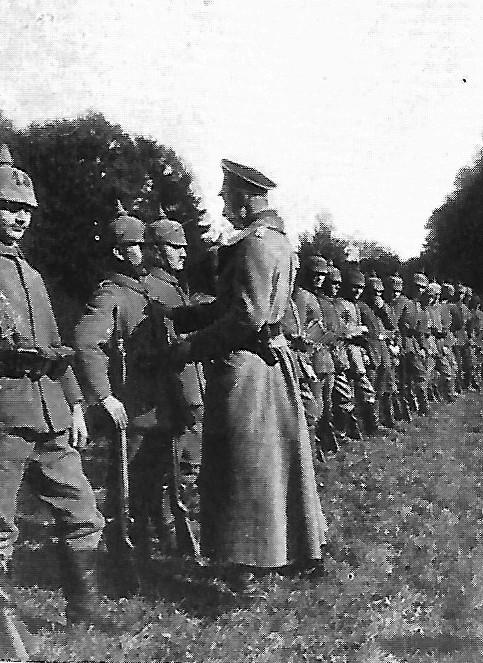
Le Prince héritier Guillaume de Prusse décore des militaires allemands dans le « Parc de Charmois » le 20 octobre 1916.

## Politique et administration
| Période                                  | Période                   | Identité                                       | Étiquette | Qualité               |
| ---------------------------------------- | ------------------------- | ---------------------------------------------- | --------- | --------------------- |
| Les données manquantes sont à compléter. |                           |                                                |           |                       |
| avant 1995                               | mars 2008                 | Daniel Schenini                                |           |                       |
| mars 2008                                | mars 2014                 | Jocelyne Gardel                                | SE        |                       |
| mars 2014                                | En cours (au 25 mai 2020) | Pierre Belkessa Réélu pour le mandat 2020-2026 |           | Professeur des écoles |

## Population et société

### Démographie

#### Évolution démographique
L'évolution du nombre d'habitants est connue à travers les recensements de la population effectués dans la commune depuis 1793. Pour les communes de moins de 10 000 habitants, une enquête de recensement portant sur toute la population est réalisée tous les cinq ans, les populations de référence des années intermédiaires étant quant à elles estimées par interpolation ou extrapolation. Pour la commune, le premier recensement exhaustif entrant dans le cadre du nouveau dispositif a été réalisé en 2004.

En 2022, la commune comptait 650 habitants, en évolution de −7,8 % par rapport à 2016 (Meuse : −4,4 %, France hors Mayotte : +2,11 %).
| 1793  | 1800  | 1806  | 1821  | 1831  | 1836  | 1841  | 1846  | 1851  |
| ----- | ----- | ----- | ----- | ----- | ----- | ----- | ----- | ----- |
| 1 222 | 1 446 | 1 566 | 1 732 | 1 857 | 1 813 | 1 721 | 1 743 | 1 772 |

| 1856  | 1861  | 1866  | 1872  | 1876  | 1881  | 1886  | 1891  | 1896  |
| ----- | ----- | ----- | ----- | ----- | ----- | ----- | ----- | ----- |
| 1 491 | 1 545 | 1 574 | 1 554 | 1 628 | 1 460 | 1 411 | 1 464 | 1 352 |

| 1901  | 1906  | 1911  | 1921  | 1926  | 1931  | 1936  | 1946 | 1954 |
| ----- | ----- | ----- | ----- | ----- | ----- | ----- | ---- | ---- |
| 1 357 | 1 304 | 1 265 | 1 127 | 1 228 | 1 291 | 1 158 | 947  | 964  |

| 1962 | 1968 | 1975 | 1982 | 1990 | 1999 | 2004 | 2006 | 2009 |
| ---- | ---- | ---- | ---- | ---- | ---- | ---- | ---- | ---- |
| 962  | 900  | 880  | 798  | 792  | 755  | 745  | 729  | 738  |

| 2014 | 2019 | 2022 | - | - | - | - | - | - |
| ---- | ---- | ---- | - | - | - | - | - | - |
| 710  | 667  | 650  | - | - | - | - | - | - |

#### Pyramide des âges
La population de la commune est relativement âgée.
En 2018, le taux de personnes d'un âge inférieur à 30 ans s'élève à 25,2 %, soit en dessous de la moyenne départementale (32,4 %). À l'inverse, le taux de personnes d'âge supérieur à 60 ans est de 38,5 % la même année, alors qu'il est de 29,6 % au niveau départemental.
En 2018, la commune comptait 337 hommes pour 343 femmes, soit un taux de 50,44 % de femmes, légèrement inférieur au taux départemental (50,49 %).
Les pyramides des âges de la commune et du département s'établissent comme suit.
| Hommes | Classe d’âge | Femmes |
| ------ | ------------ | ------ |
| 0,0    | 90 ou +      | 2,4    |
| 8,5    | 75-89 ans    | 14,6   |
| 25,4   | 60-74 ans    | 26,2   |
| 22,7   | 45-59 ans    | 19,6   |
| 15,4   | 30-44 ans    | 14,9   |
| 14,5   | 15-29 ans    | 10,1   |
| 13,6   | 0-14 ans     | 12,2   |

| Hommes | Classe d’âge | Femmes |
| ------ | ------------ | ------ |
| 0,8    | 90 ou +      | 2,2    |
| 7,6    | 75-89 ans    | 11     |
| 20,2   | 60-74 ans    | 20,5   |
| 20,6   | 45-59 ans    | 20     |
| 17,4   | 30-44 ans    | 16,8   |
| 16,7   | 15-29 ans    | 13,6   |
| 16,8   | 0-14 ans     | 15,8   |

## Culture locale et patrimoine

### Lieux et monuments
- L'église Saint-Pierre-et-Saint-Paul de style roman dont la tour est datée du XIIe siècle. En 1654, pendant le siège de Stenay elle sert de poudrière. Elle est restaurée en 1786.
- Le château de Charmois, avec chapelle castrale  Inscrit MH (1981)[28] et la ferme fortifiée

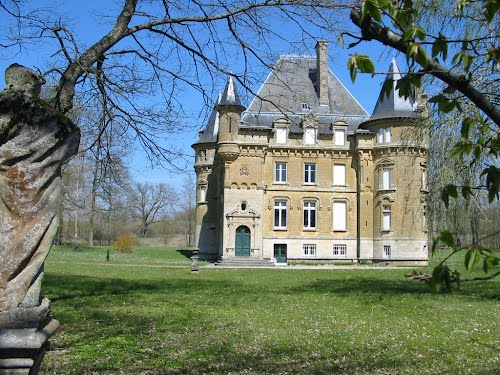
Château de Charmois.
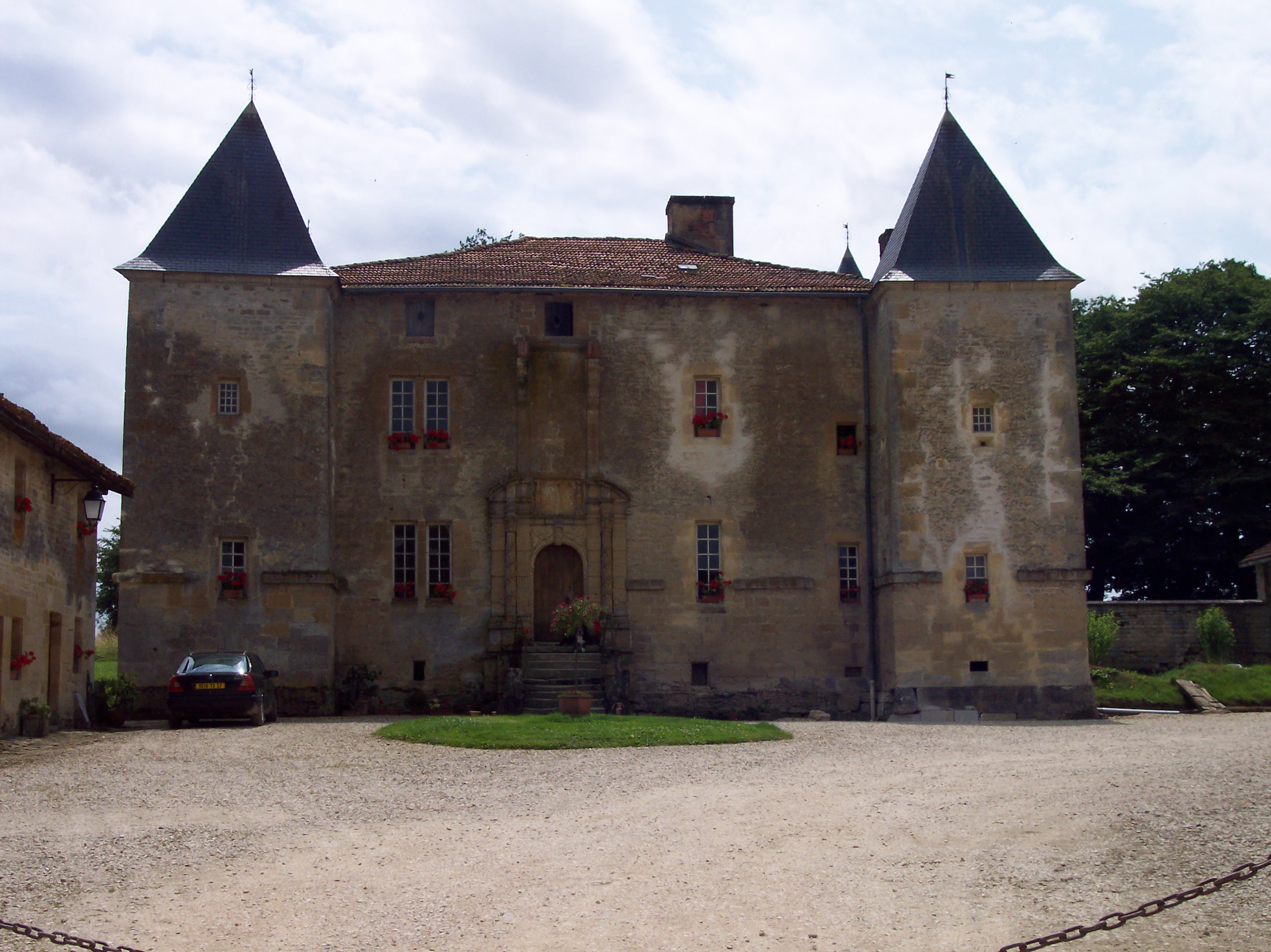
Ferme fortifiée dans le hameau de Charmois.

- Une statue représentant Guilly d'Herbemont remettant la première canne blanche à une vieille aveugle parisienne est exposée dans le hall de la mairie. Elle a été réalisée en 1931 par le sculpteur Émile Guillaume. Intitulée Bonté, cette œuvre fut présentée au Salon des Artistes français de la même année[29].

### Personnalités liées à la commune
- Dagobert II ou Saint Dagobert né vers 652, décédé le 23 décembre 679 à Mouzay.
- François-Joseph Offenstein (1760-1837), général des armées de la République et de l'Empire, né à Erstein, décédé à Mouzay.
- Guilly d'Herbemont (1888-1980), inventrice de la canne blanche, décédée à Issy-les-Moulineaux et inhumée à Mouzay dans le caveau familial.
- Abbé Paul Millier (né à Verdun le 8 novembre 1911 - mort le 30 août 1944). Ordonné prêtre le 29 juin 1935, vicaire à Commercy (1935-1939), mobilisé et prisonnier (1939-1942), prêtre auxiliaire à Hattonchâtel (1942-1943), curé de Mouzay (1943-1944). L'abbé Jules Laurent, vicaire de Stenay, 26 ans, et l'abbé Paul Millier furent arrêtés à Stenay le 28 août 1944 par la Gestapo du Mans en retraite, et emmenés à la prison de Verdun le 29. Avec 14 autres victimes, ils ont été exéc utés sans jugement au fort de Tavannes le 30 août, quelques heures avant l'arrivée des troupes américaines. Leurs restes reposent dans le cimetière de Glorieux.
- Colette Senghor (1925-2019), née à Mouzay, épouse de Léopold Sédar Senghor[30].

### Héraldique
| Blason de Mouzay | Blason  | Tranché : au 1, d'azur à une abeille montante d'or aux ailes de gueules bordées d'or; au 2, de gueules à l'échauguette senestrée d'un dé, les deux d'or surmontant une trangle ondée et abaissée d'argent; à la canne d'argent brochant sur la partition. Ornements extérieursCroix de guerre 1914-1918 |
| Blason de Mouzay | Détails | La trangle représente la Meuse, qui délimite la frontière ouest de la commune et évoque le toponyme de la commune (Villam Mosacum et Muzacum « village sur la Meuse »). L'échauguette est celle du château du Bas-Charmois et le dé à coudre est celui des brodeuses de la région avant la Grande Guerre. L'abeille, considérée comme symbole des mérovingiens, représente ici Dagobert II, qui aurait été assassiné dans la forêt locale de Woëvre. La canne blanche évoque Guilly d'Herbemont (1888-1980), inventrice de la canne blanche, décédée à Mouzay. Armories composées par Robert A. Louis et Dominique Lacorde, adoptées par la municipalité en décembre 2019. |